# Relaciones Guinea Ecuatorial-Rusia
Las relaciones entre Guinea Ecuatorial y Rusia fueron establecidas en la década de 1970, cuando la Federación Rusa era parte de la Unión Soviética y la República de Guinea Ecuatorial acababa de independizarse de España.

## Historia
En la década de 1970, la Unión Soviética y Guinea Ecuatorial firmaron numerosos acuerdos, principalmente relacionados con los derechos de pesca. En la década de 1970, los países comunistas abrieron parcialmente sus acuerdos de comercio más allá del bloque comunista, ejemplo de ello es que la URSS concluyó con Guinea Ecuatorial el acuerdo de pesca que les dio derechos exclusivos en el área. A cambio, los soviéticos dieron a Guinea Ecuatorial 4 000 toneladas de lo quisieran pescar, aunque en su momento algunas autoridades acusaron a la URSS de que gran parte de ese tonelaje eran pescados en mal estado, llegando algunos a estar en estado de putrefacción.
A mediados de la década de 1970, una base de vigilancia establecida por los españoles durante el período colonial en la cima de la montaña volcánica Pico Basilé fue asumida por los servicios de inteligencia soviéticos.

## Relaciones bilaterales
Desde la caída de la Unión Soviética hasta 2011, las relaciones entre ambos países no fueron muy comunes. En ese año, Rusia abrió un consulado honorario en Malabo para proteger los intereses rusos en la región, especialmente las explotaciones de gas por parte de empresas rusas.
La empresa rusa Gazprom ha participado en la reciente exploración de gas en el país africano.